# 第63步兵師 (德國國防軍)
第63步兵師（德語：63. Infanterie-Division）是納粹德國國防軍陸軍的一個虛構步兵師。
第二次世界大戰期間，德軍當局並沒有組建第63步兵師，其只是一個團級部隊——阿爾馮施列本團的一個代號。
第63步兵師同時也是一個德軍當局於1945年2月命令在荷蘭組建的的一個欺敵番號，該師並沒有實際部隊。

## 註腳
1. ↑  Mitcham（2007年）